# Mrs. Miller
Elva Ruby Connes, född 5 oktober 1907, död 5 juli 1997, känd som Mrs Miller / Mrs. Miller, var en amerikansk sångerska. Hon blev känd på 1960-talet för sina udda tolkningar av hitlåtar som "Downtown", "Monday Monday" och "Moon River". Hennes röst var oskolad och hon sjöng ofta falskt och ur takt och använde sig flitigt av vibrato. Hon visslade också ofta och om hon glömde bort texten, började hon istället nynna, vilket man kan höra på bland annat "Downtown". 
Hon ägnade sig åt sång på hobbynivå under lång tid och gjorde ett par självutgivna skivor, främst med klassisk musik, gospel och barnvisor. Under en inspelning träffade hon en musikproducent som uppmuntrade henne att sjunga popsånger. Hon gjorde så och fick skivkontrakt med Capitol Records. Hon gav ut sin första skiva på ett riktigt bolag, Mrs. Miller's Greatest Hits, 1966. Den sålde mer än 250 000 exemplar de första tre veckorna och följdes av skivorna Will Success Spoil Mrs. Miller? och The Country Soul of Mrs. Miller. Hennes popularitet minskade ganska snart och hennes fjärde skiva, Mrs. Miller Does Her Thing gavs ut på ett mindre skivbolag.
Hon har blivit jämförd med Florence Foster Jenkins och liksom denna byggde hennes popularitet på hennes udda sångteknik. I en intervju 1967 sa Miller att producenterna använt de sämre inspelningarna på skivorna och att hon från början var omedveten om att hennes bristande sångteknik förlöjligats. När hon fick reda på detta blev hon från början besviken men bestämde sig senare för att spela med. Hon sa dock att en anledning att hon och Capitol bröt samarbetet var att hon ville försöka sig på en seriös karriär.
Hon drog sig tillbaka 1973.

## Diskografi
Album
- 1966 – Mrs. Miller's Greatest Hits
- 1966 – Will Success Spoil Mrs. Miller?!
- 1967 – The Country Soul of Mrs. Miller
- 1968 – Mrs. Miller Does Her Thing

Samlingsalbum
- 1999 – Wild, Cool & Swingin'
- 2000 – The Turned-On World of Mrs. Miller

Singlar (på Billboard Hot 100)
- 1966 – "Downtown" (#82)
- 1966 – "A Lover's Concerto" (#95)